# Prasinopyra metacausta
Prasinopyra metacausta là một loài bướm đêm trong họ Noctuidae.